# Buire-au-Bois
Buire-au-Bois település Franciaországban, Pas-de-Calais megyében. Lakosainak száma 238 fő (2022. január 1.). Buire-au-Bois Fillièvres, Nœux-lès-Auxi, Rougefay, Vaulx, Auxi-le-Château, Boffles és Haravesnes községekkel határos.

## Népesség
A település népességének változása:
| Lakosok száma | 221  | 227  | 235  | 230  | 232  | 235  | 239  | 238  | 238  |
|               | 2013 | 2015 | 2016 | 2017 | 2018 | 2019 | 2020 | 2021 | 2022 |